# Купісніке

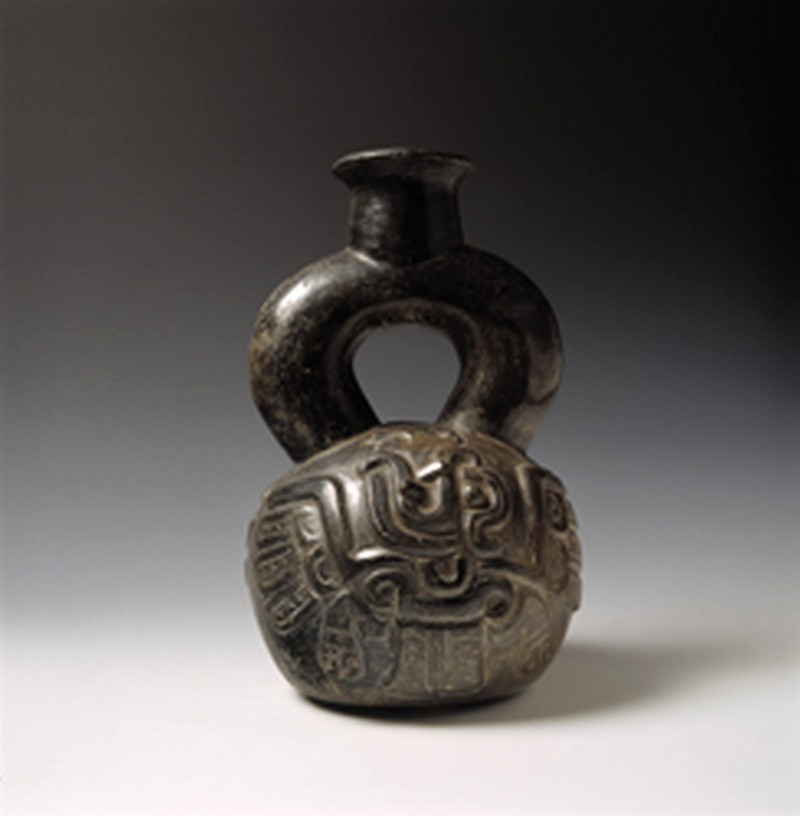
Керамічна ваза Купісніке, біля 1250 року до н. е., Музей Ларко, Перу

Культура Купісніке (ісп. Cupisnique) — археологічна доколумбова культура, що існувала на території сучасного тихоокеанського узбережжя Перу у період з 1500 по 1000 років до н. е. Культура характеризувалася особливим стилем архітектури з саману, що поділяла стиль та релігійні символи з культурою Чавін, що існувала на тій самій території пізніше. Зв'язок між культурами Чіавін і Купісніке до кінця не встановлений, проте назви культур часто використовуються взаємозамінно. Алана Корбі-Колінз вважає, що культура Купісніке існувала у період з 1000 по 200 роки до н. е., та пов'язує її з культурою Чавін. Сімада Ідзумі розглядає Купісніке як один з можливих попередників культур Моче, але не Чавін. Анна Рузвельт посилається на «прибережну прояву горизонту Чавін, протягом якого домінував стиль Купісніке».
Саманові храми Купісніке були відкриті в 2008 році в долині Ламбаєке та були названі Коллуд. Ці храми включають зображення бога-павука, також асоційованого з богом дощу, полювання і війни. Цей бог має голову та шию павука та ріт великої кішки і дзьоб птаха.